# Leytonstone
Leytonstone – dzielnica Londynu, leżąca w gminie London Borough of Waltham Forest. W 2011 dzielnica liczyła 12879 mieszkańców.
13 sierpnia 1899 w Leytonstone urodził się Alfred Hitchcock, angielski reżyser.